# Bruno Sachel
Bruno Sachel est un metteur en scène français né le 8 novembre 1953 à Béziers et décédé en septembre 2005.
Il étudie la médecine pendant trois ans avant de bifurquer vers le théâtre. Après un passage par le conservatoire de Lyon, il entre au conservatoire national supérieur d'art dramatique de Paris où il travaille avec Antoine Vitez (professeur qu'il estimera toujours), Jean-Paul Roussillon, Jacques Rosner, Jean-Louis Thamin, etc.
Il devient metteur en scène et monte Céline, Poe, Gombrovicz, Grumberg, Witkiewicz, Racine, Marivaux, Vinaver, Beckett, Minyana, Noëlle Renaude, Koltès, Synge, Turrini, etc.
Titulaire d'un Certificat d'Aptitude à l'enseignement dramatique, il a enseigné dans différentes écoles de théâtre et conservatoires, notamment à l'école d'art dramatique de la compagnie Clin d'Œil et au lycée Jacques Monod à Saint-Jean-de-Braye dans le Loiret. Il a aussi travaillé dans des institutions sociales avec des chômeurs et des jeunes en difficulté dans la banlieue parisienne.
Il met en scène ses propres textes : Le Paradis, Les jours de Granit, L'Avion dans la tête, Rabelais, Le Manoir de Karéol,  Fantaisie Mineure… Il n'a malheureusement pas eu le temps de monter son dernier texte, Lili et moi : il est décédé en septembre 2005.

## Comédien
- 1977 : Marie Tudor de Victor Hugo, mise en scène Denise Chalem, Conservatoire national supérieur d'art dramatique
- 1977 : La Guerre des piscines d'Yves Navarre, mise en scène Jacques Rosner, Théâtre de l'Odéon

## Télévision
- 1983 : Les Cinq Dernières Minutes, épisode : À bout de course de Claude Loursais

## Citations et extraits
- « Au théâtre il faut étudier tous les arts pour s'en nourrir »
- « Il y a des jours et des jours. Il y a des jours plus durs que d'autres jours. Des jours plus solides, comme taillés dans la pierre. Des jours où on vieillit d'un coup. Des jours où on rajeunit tout d'un coup aussi. Des jours où on grandit, je n'en ai pas beaucoup connu de ceux-là. Des jours où on se tasse. Hier par exemple fut un jour où je me suis particulièrement et remarquablement bien tassé. Il y a des jours qui donnent envie de voir d'autres jours et des jours qui n'en finissent plus de finir… » (extrait des Jours de granit, édition Le Bruit des autres).